# Ifeoma Dieke

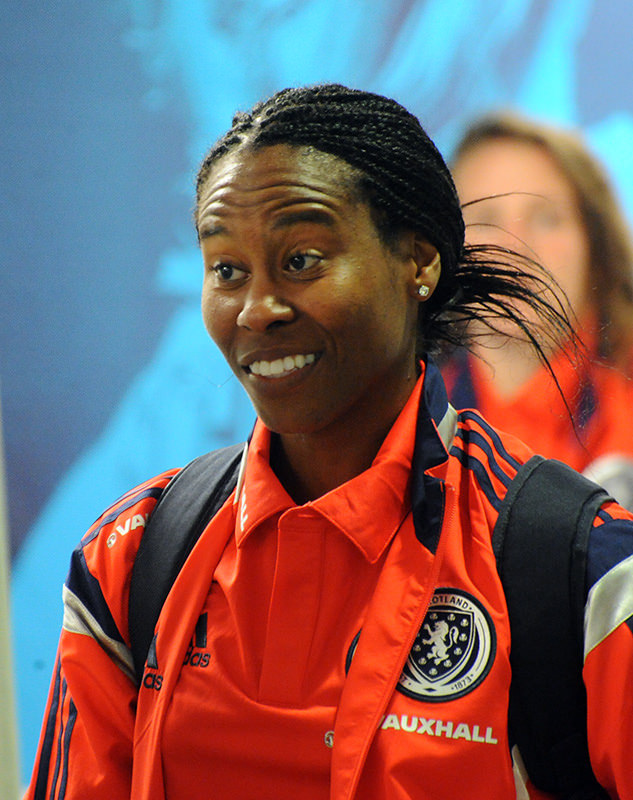
Ifeoma Dieke efter en VM-kvalmatch mot Sverige i september 2014.

Ifeoma Dieke, född 25 februari 1981 i  Massachusetts, USA, av nigerianska föräldrar, är en skotsk fotbollsspelare (mittback). Familjen flyttade till Skottland när hon var tre år. Dieke har spelat för lag både i Nordamerika och Europa. Hon spelade mellan 2012 och 2017 i Vittsjö GIK i Damallsvenskan. Dieke har tidigare spelat två säsonger i Sverige, med QBIK 2007 och 2008 med Kristianstads DFF, också i Damallsvenskan. Hon har varit landslagsspelare för Skottland och spelade för Storbritannien i fotboll för damer vid olympiska sommarspelen 2012. Hon skadades dock i matchen mot Kamerun och tvingades att avbryta turneringen. I samband med EM 2017 valde Dieke att avsluta sin landslagskarriär efter 109 landskamper för Skottland och 3 för Storbritannien. Ifeoma Dieke lämnade Vittsjö GIK inför säsongen 2018 och gick istället till IFK Kalmar.